# إضاءة شمسية
الإضاءة الشمسية (بالإنجليزية : Solar luminosity، ويرمز لها بالرمز L☉) هي وحدة تستخدم لقياس إضاءة النجوم في علم الفلك ، حيث تماثل إضاءة الشمس التي تبلغ 3.846×1026 واط. يستخدم الإضاءة الشمسية عادة بدلاً من الواط لسهولة استخدامه بدلاً من صياغته في أرقام كبيرة جداً لا تساعد على الفهم والتقدير. وإضاءة النجوم هي كمية الطاقة الإشعاعية التي تطلقها في الثانية الواحدة.
ولكن الرقم المذكور أعلاه لا يأخذ في الحسبان ما تشعه الشمس من طاقة النيوترينو وبأخذ ذلك في الاعتبار نجد أن إضاءة الشمس تبلغ 3.939×1026 واط وهي تشمل كذلك كل أنواع الأشعة الكهرومغناطيسية.

وتعتبر الشمس نجماً ضعيف التغير إذ يتعرض تألقها لتموجات غيرات بسيطة ومن ضمنها التغيرات الدورية كل 11 سنة لظهور البقع الشمسية واختفائها والتي تغير من درجة إضاءة الشمس بنسبة ±0.1%.

## تعيين الإضاءة
تعتمد الإضاءة الشمسية على طاقة الإشعاع الشمسي المقاسة من الأرض أو المقاسة من قمر صناعي يدور في فلك حول الأرض وقريب منها. ويسمى متوسط طاقة الإشعاع فوق الغلاف الجوي للارض أحيانا بالثابت الشمسي {\displaystyle {\begin{smallmatrix}I_{\odot }\end{smallmatrix}}}.
وتعرف طاقة الإشعاع بأنها الطاقة الساقطة على وحدة المساحة، وعل ذلك تكون إضاءة الشمس (أي الطاقة الكلية التي تشعها الشمس) هي طاقة الإشعاع المعينة من على الأرض (الثابت الشمسي) مضروبا في مساحة الكرة المحيطة بالشمس وينصف قطرها مساويا للمسافة بين الشمس والأرض، أي أن:
{\displaystyle L_{\odot }=4\pi kI_{\odot }A^{2}\,}
حيث :
A وحدة فلكية معبرا عنها بالمتر ،
k ثابت (قريب جدا من 1) يأخذ في الاعتبار أن الوحدة الفلكية ليست مساوية تماما لمتوسط المسافة بين الشمس والأرض.

## اقرأ أيضا
- كتلة شمسية
- نصف قطر الشمس
- نطاق صالح للسكن